# 赤足教堂 (威尼斯)
拿撒勒圣玛利亚堂（Santa Maria di Nazareth）又名赤足教堂（Chiesa degli Scalzi），是意大利北部威尼斯的一座罗马天主教教堂，属于赤足加尔默罗会修会。它位于卡纳雷吉欧区，靠近威尼斯圣路济亚车站。它建于17世纪中叶，由Baldassarre Longhena设计，完成于该世纪最后十年。

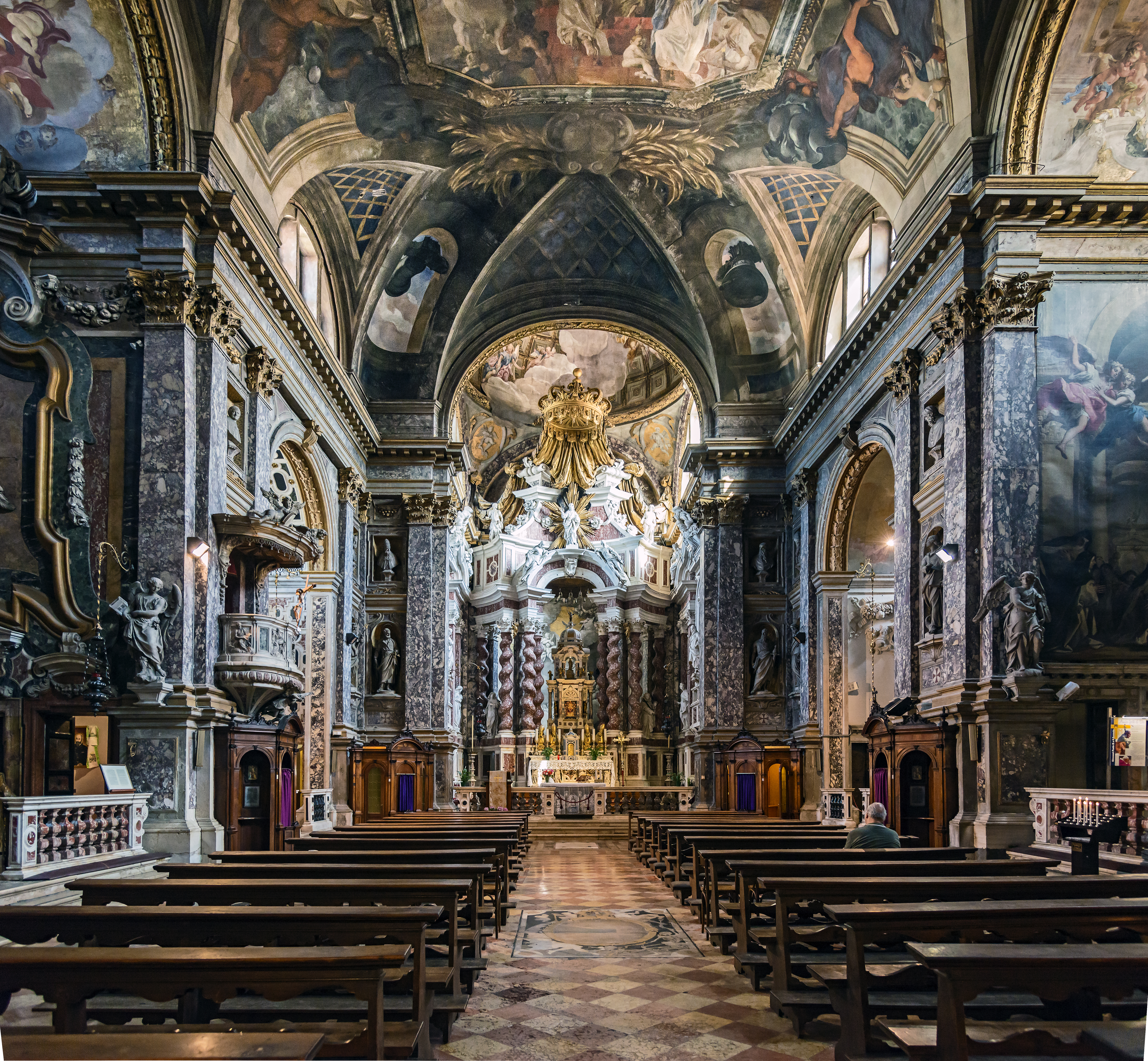
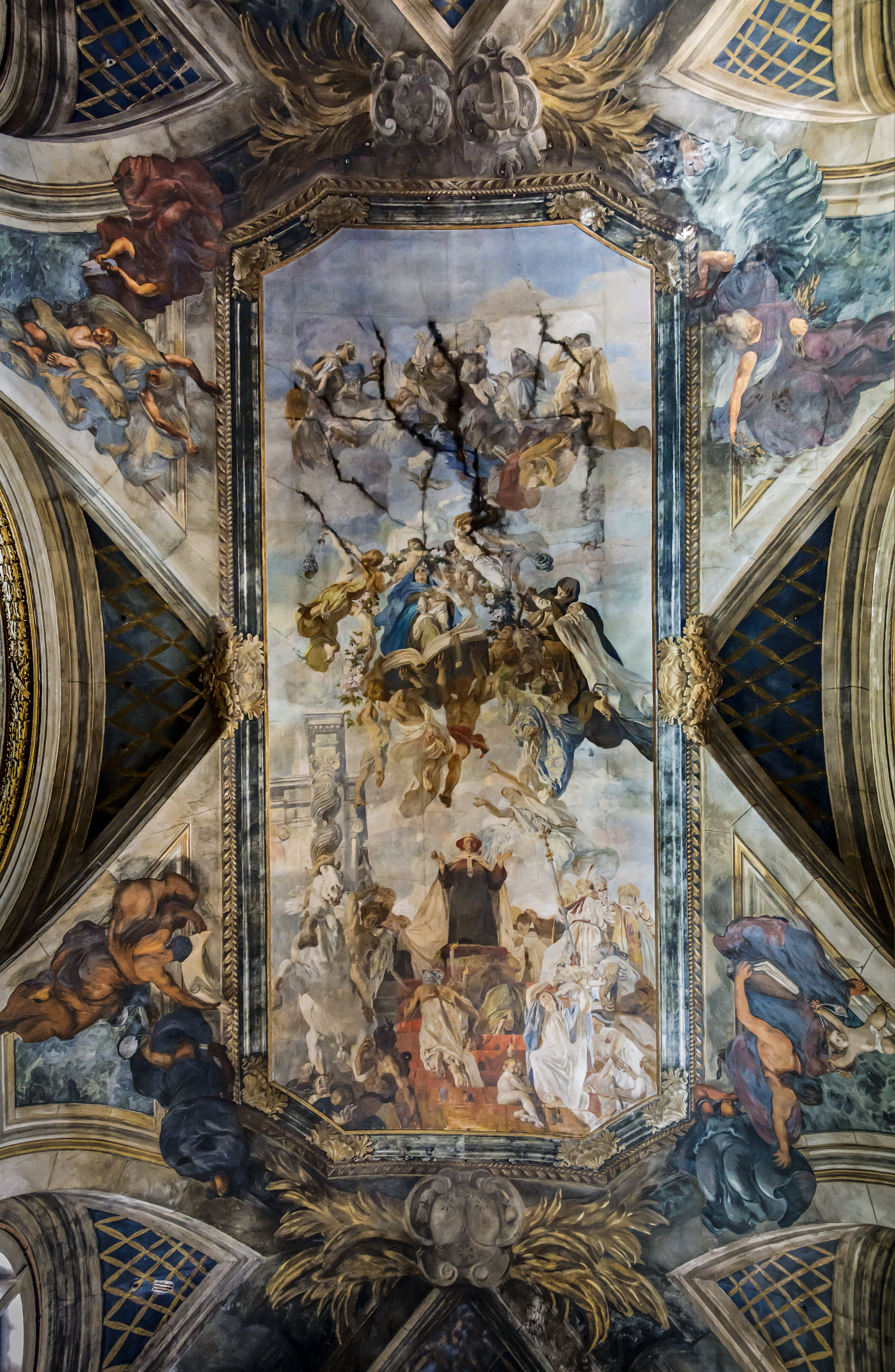
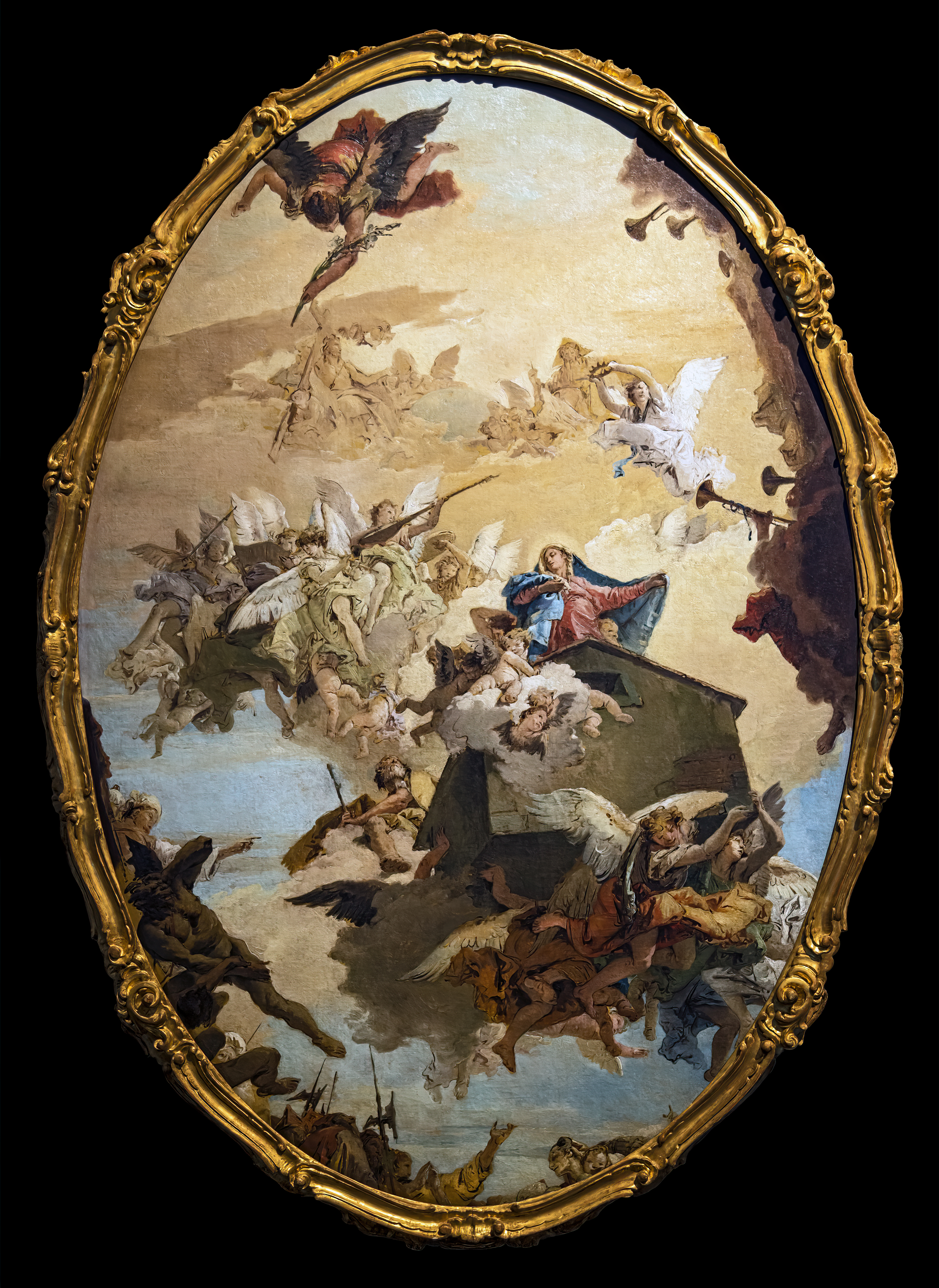
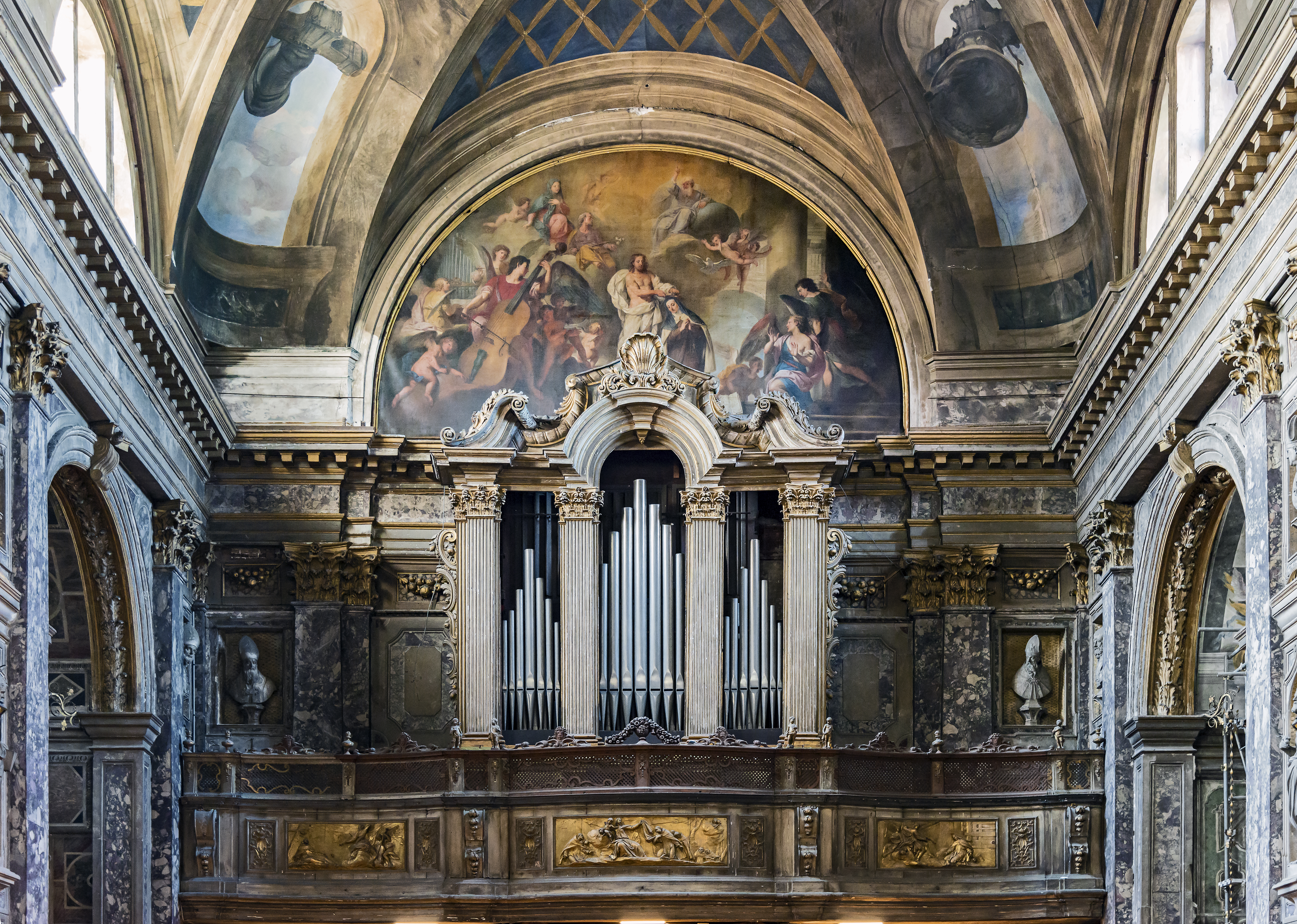
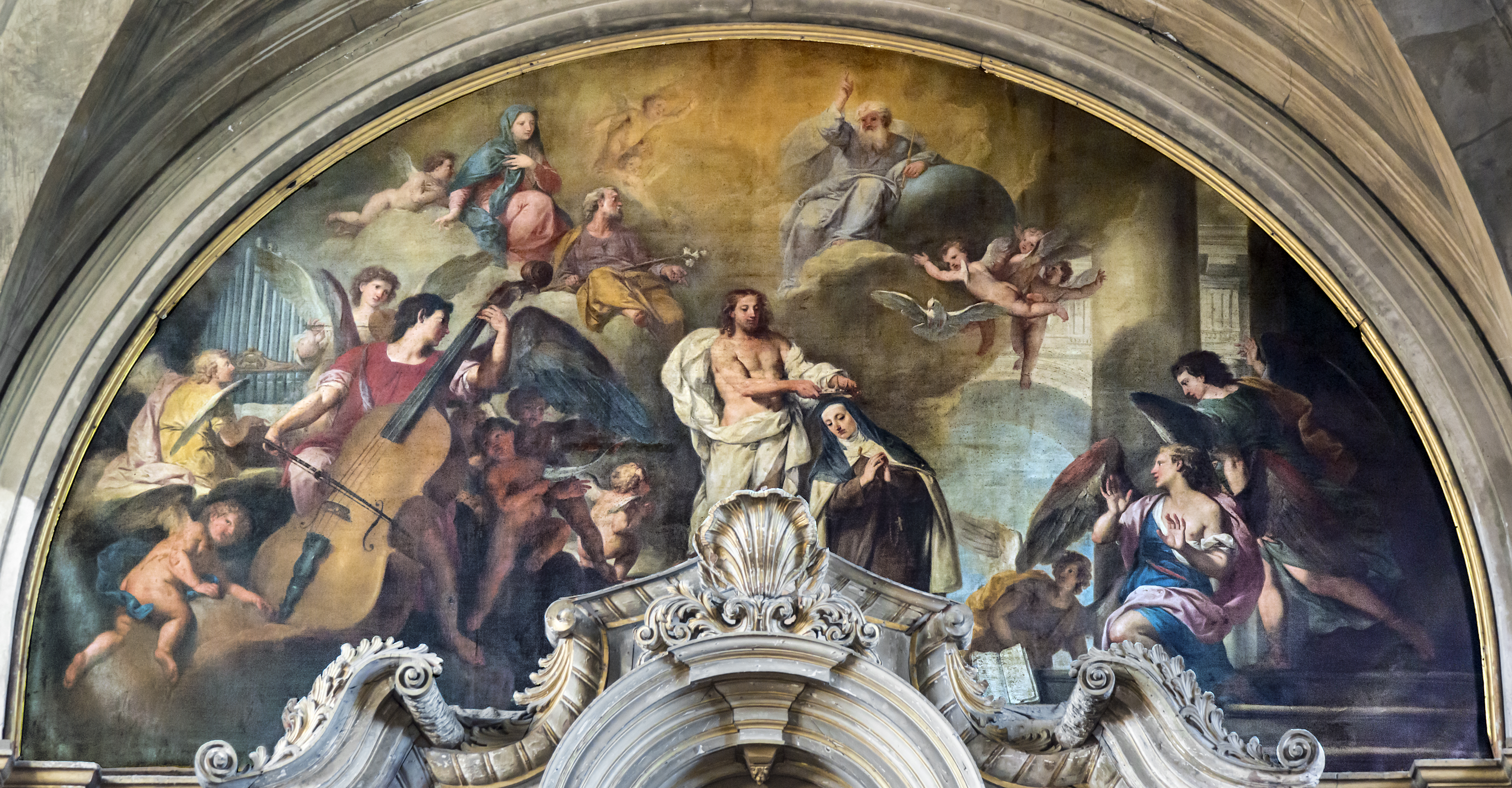
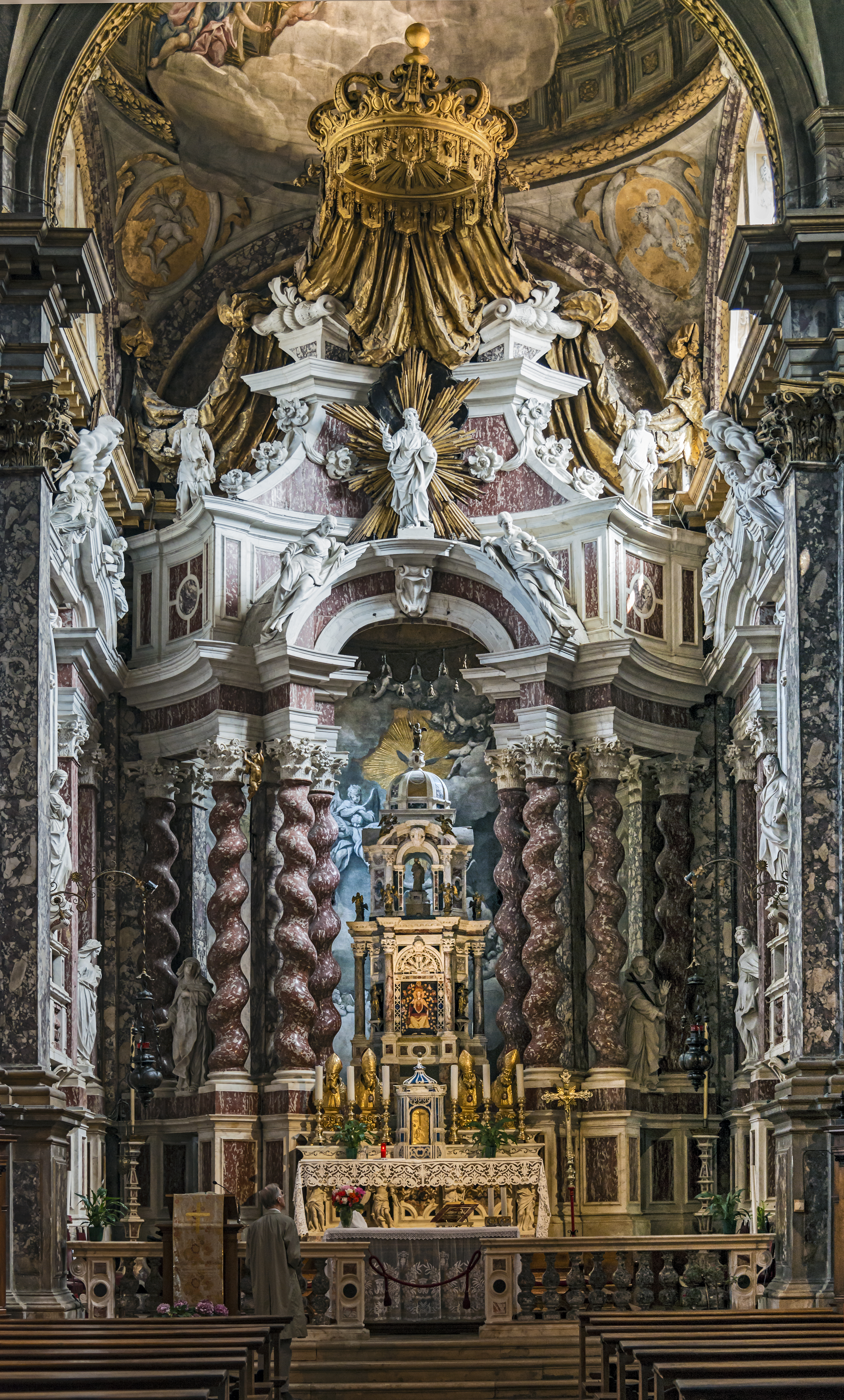
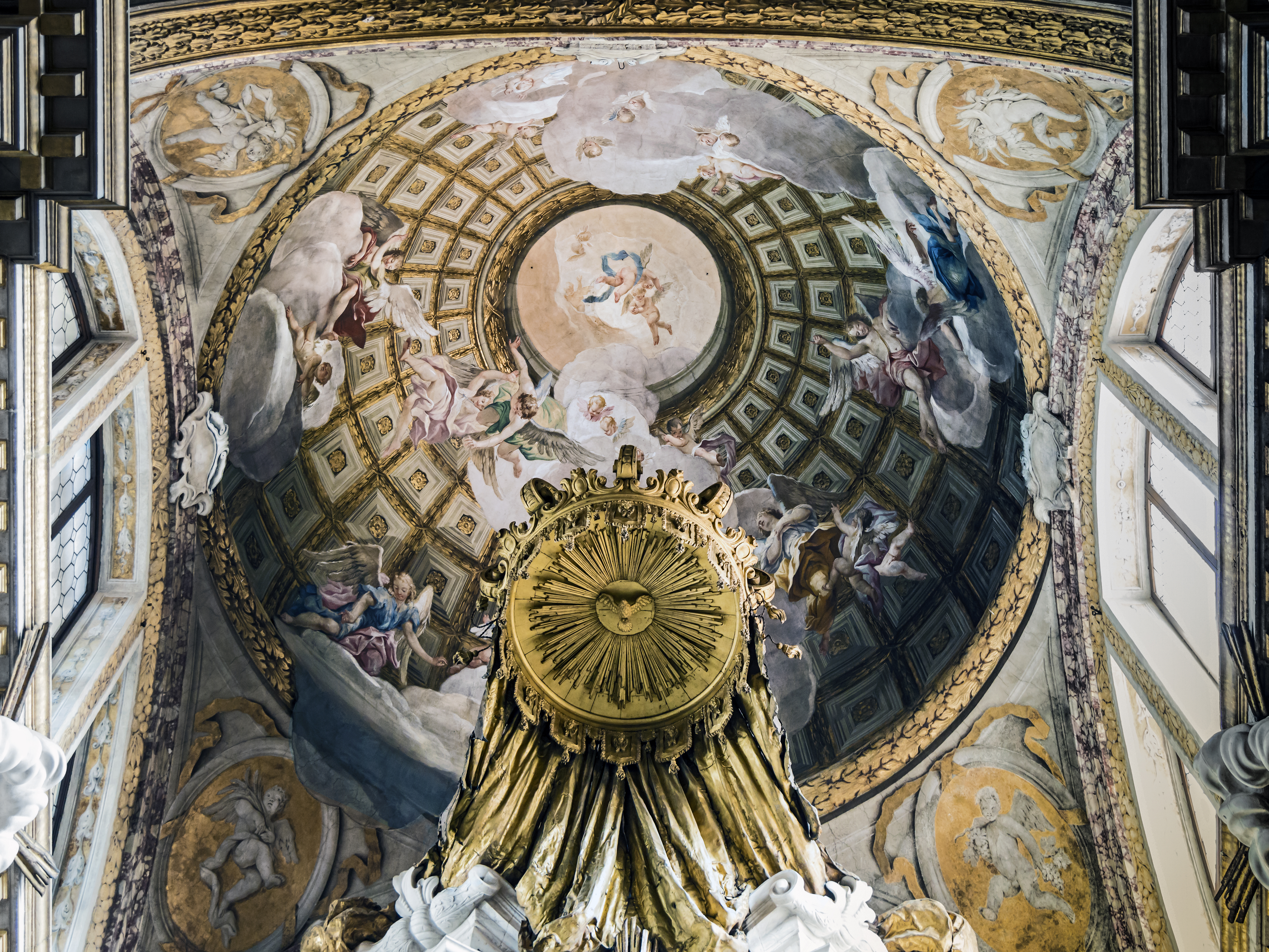
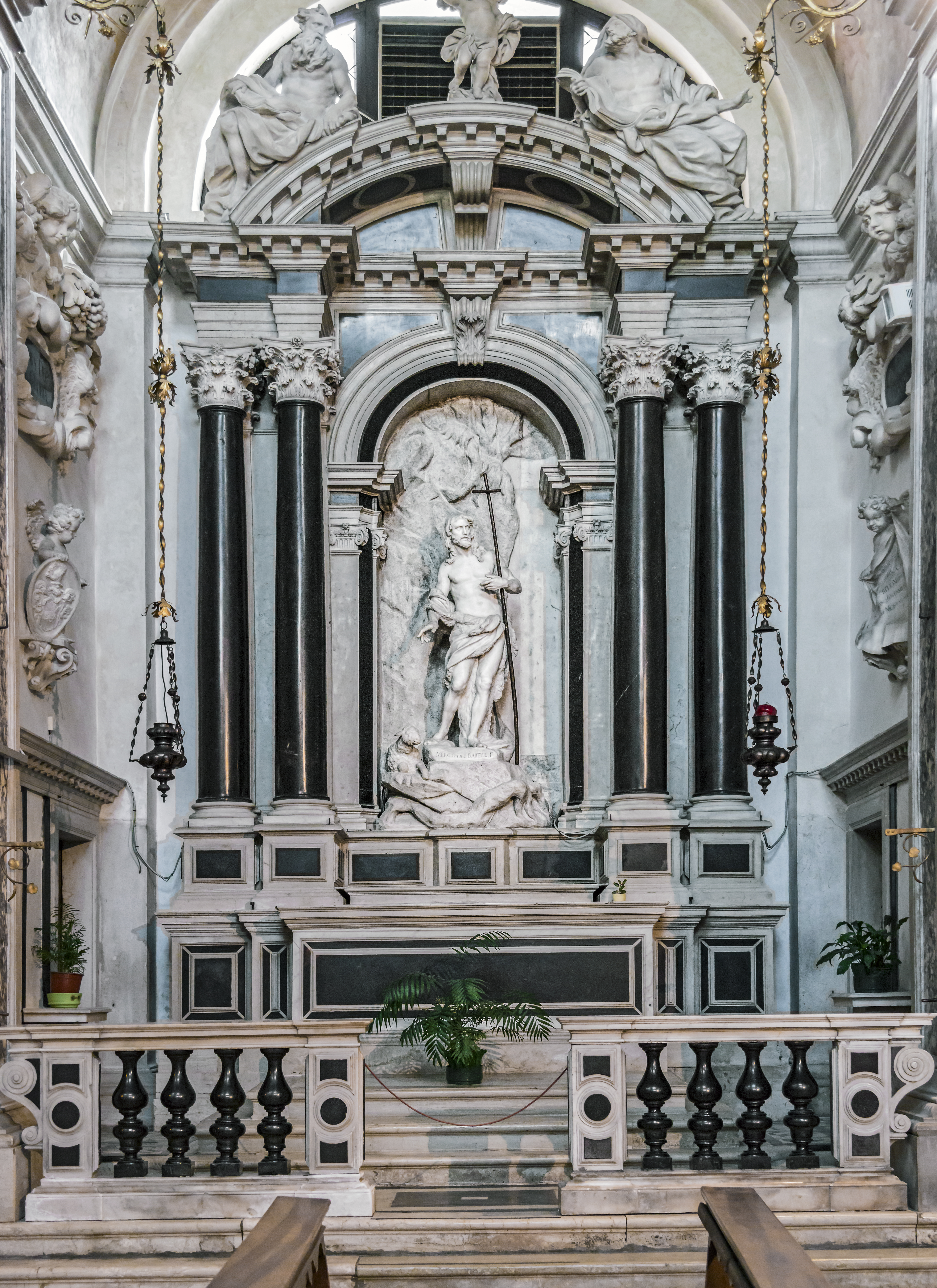
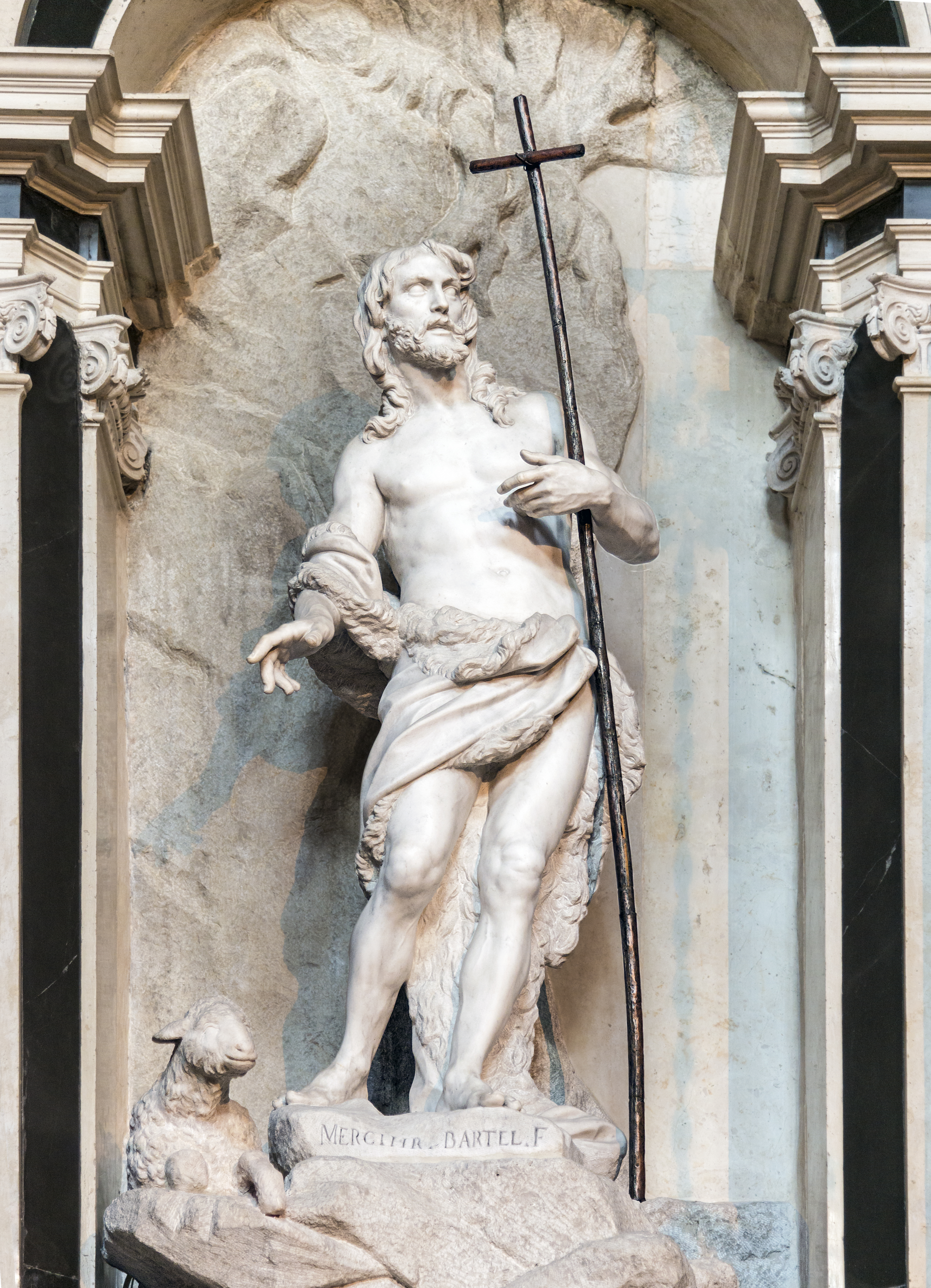
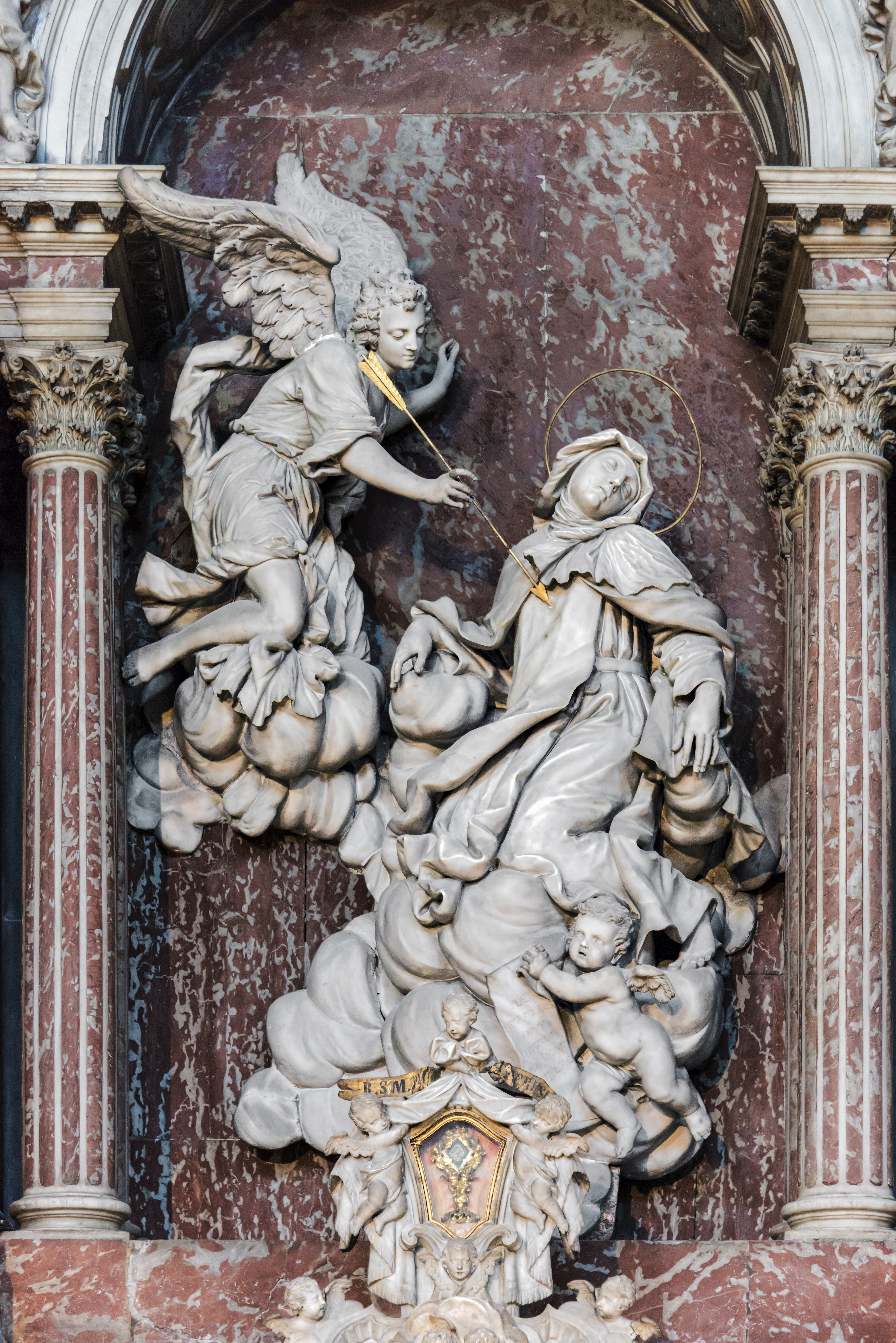
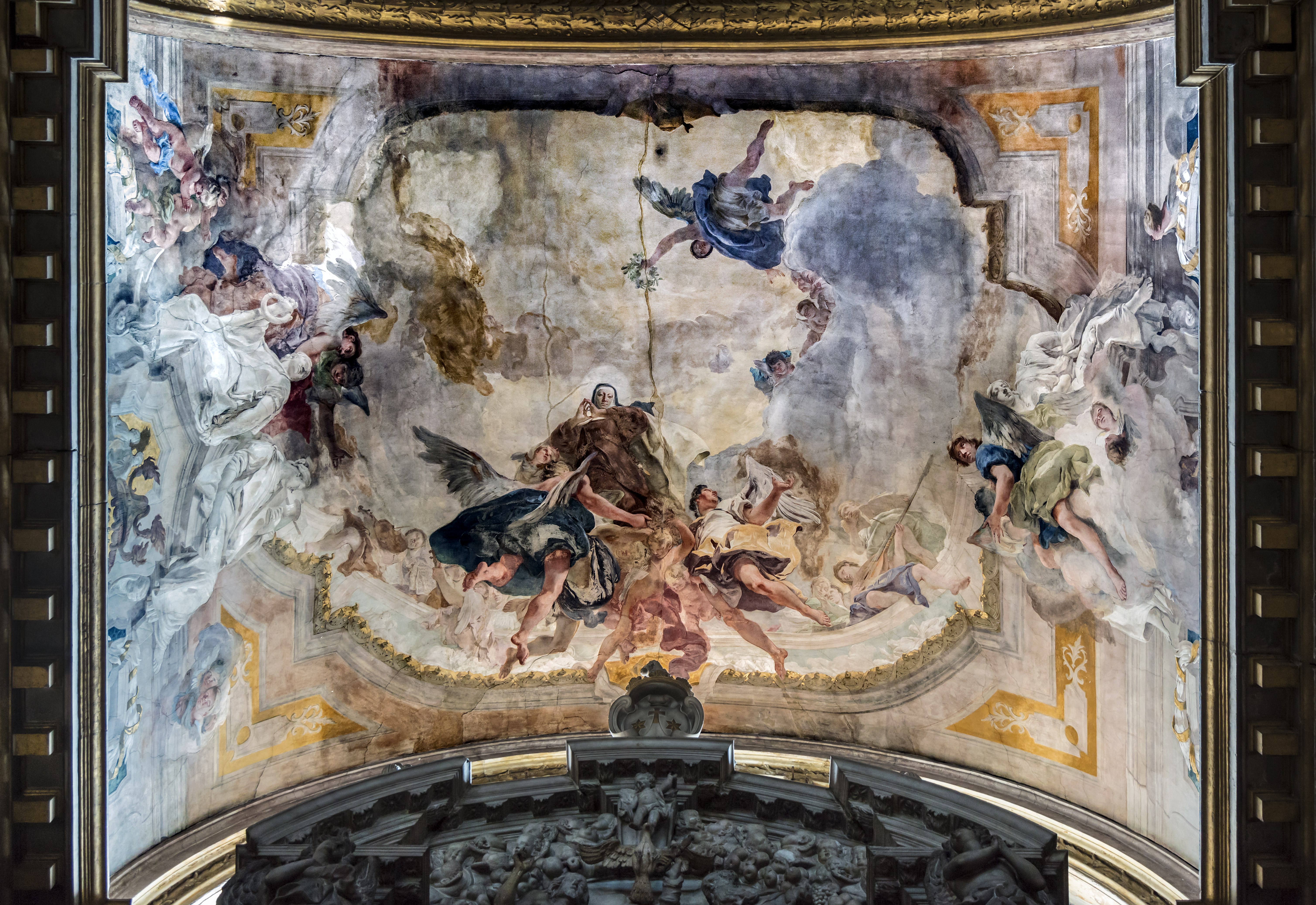
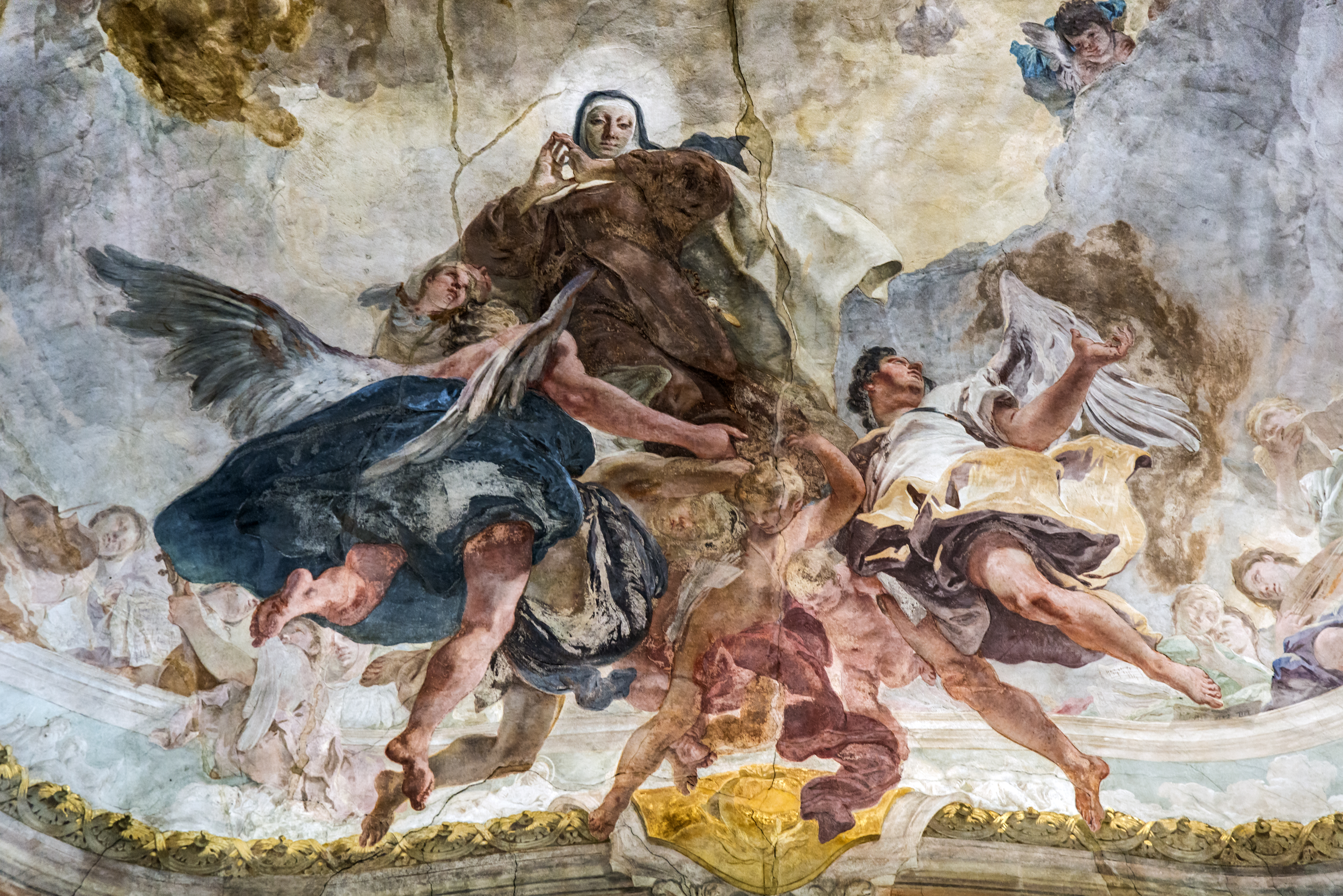
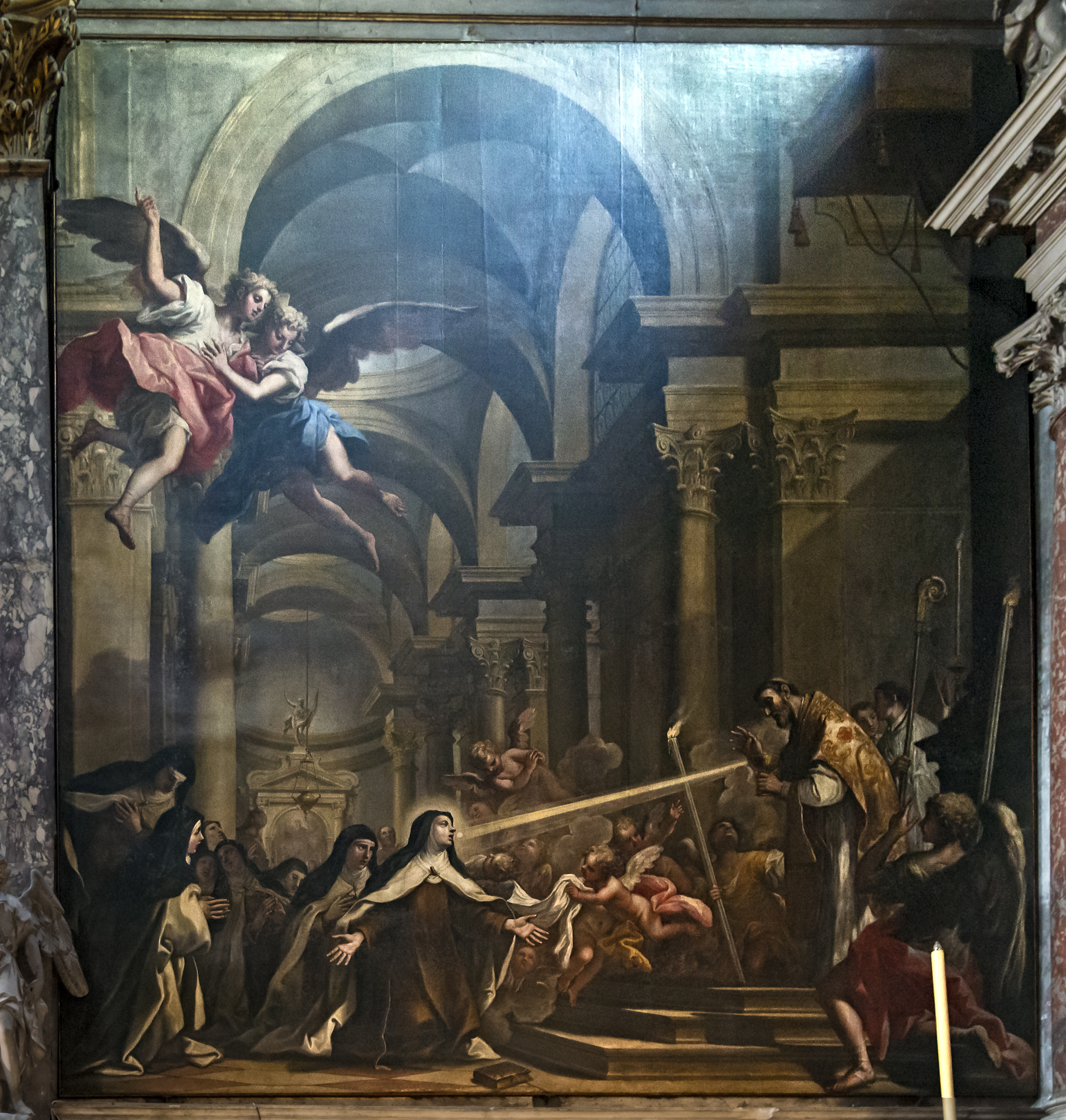
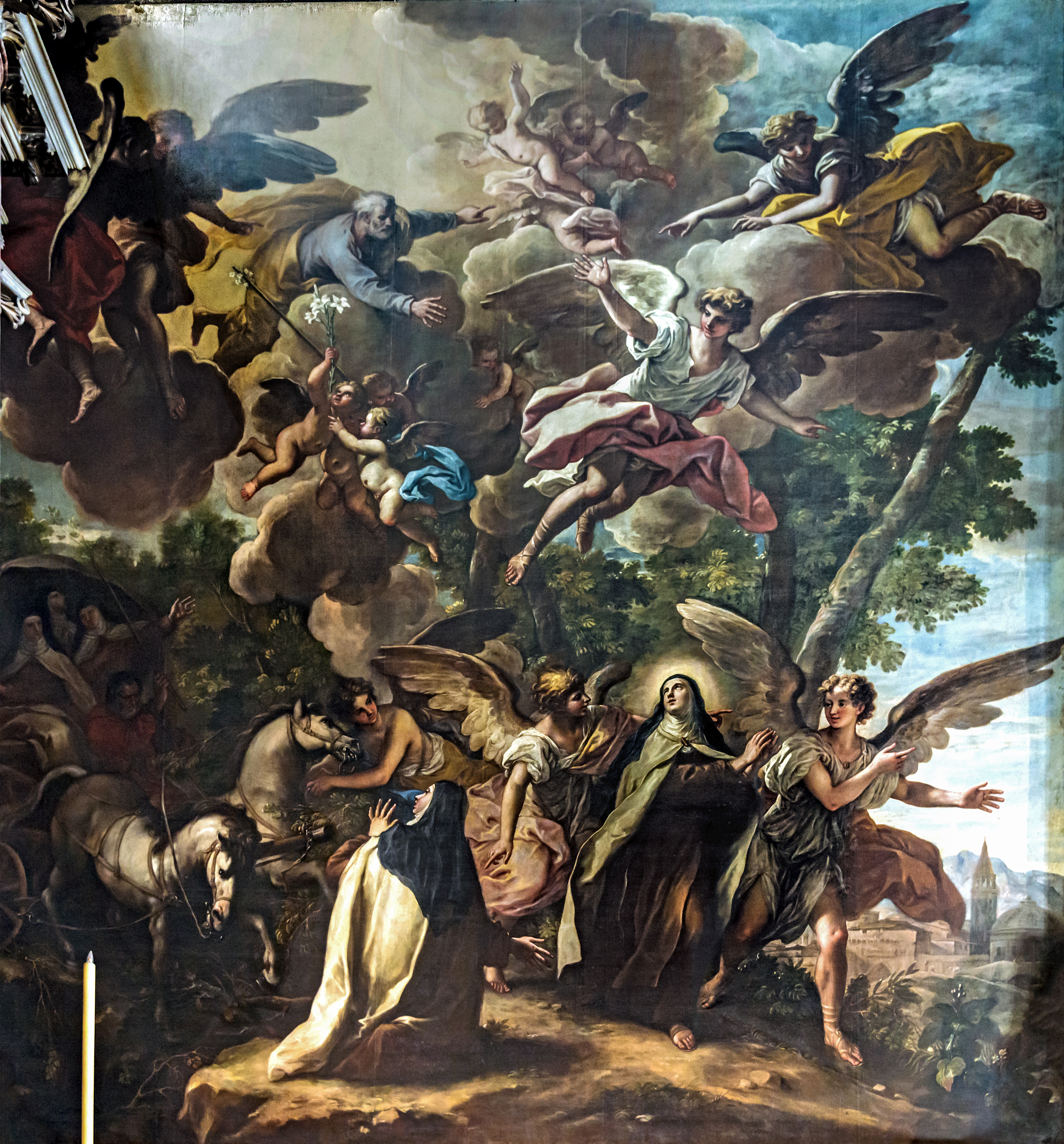
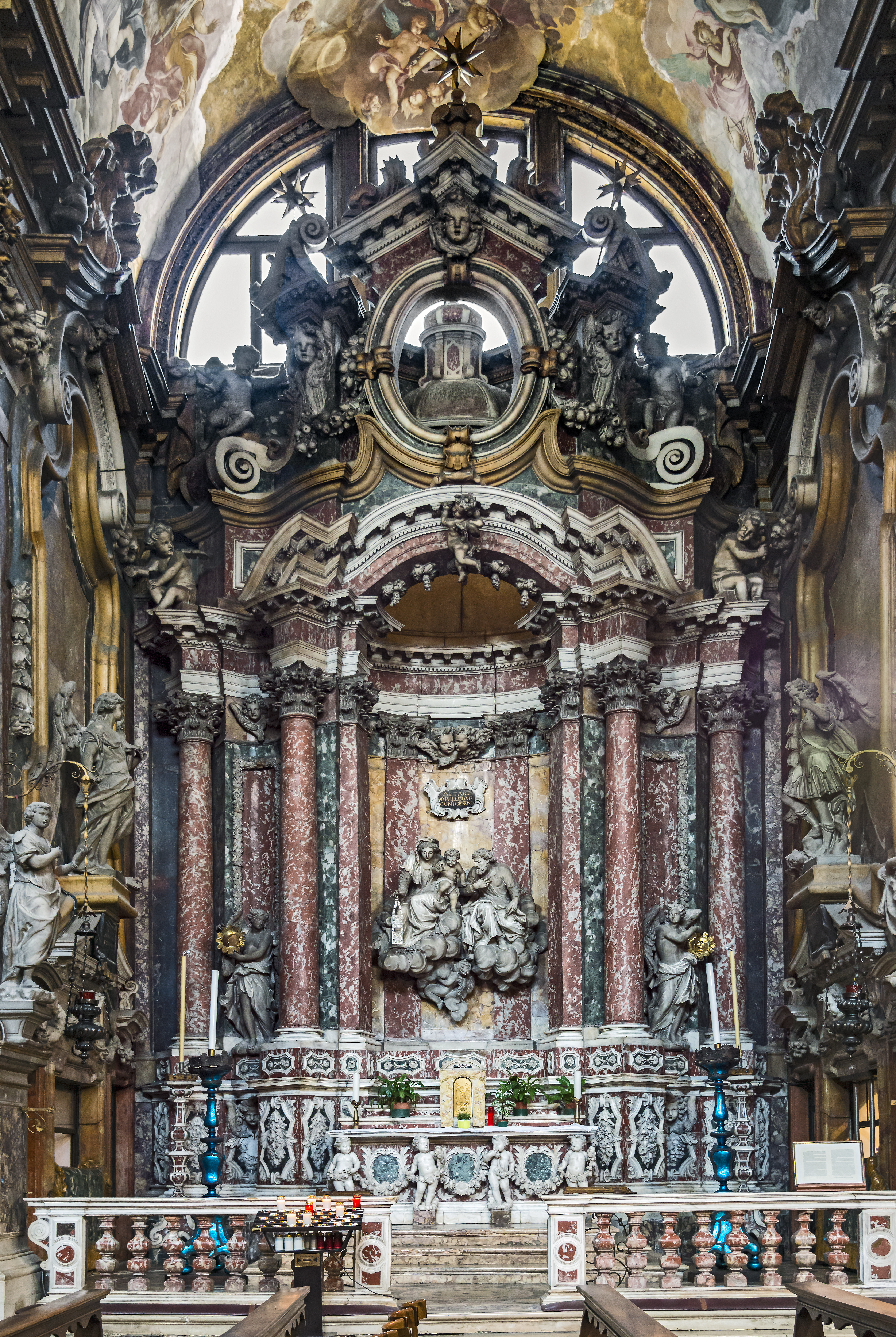
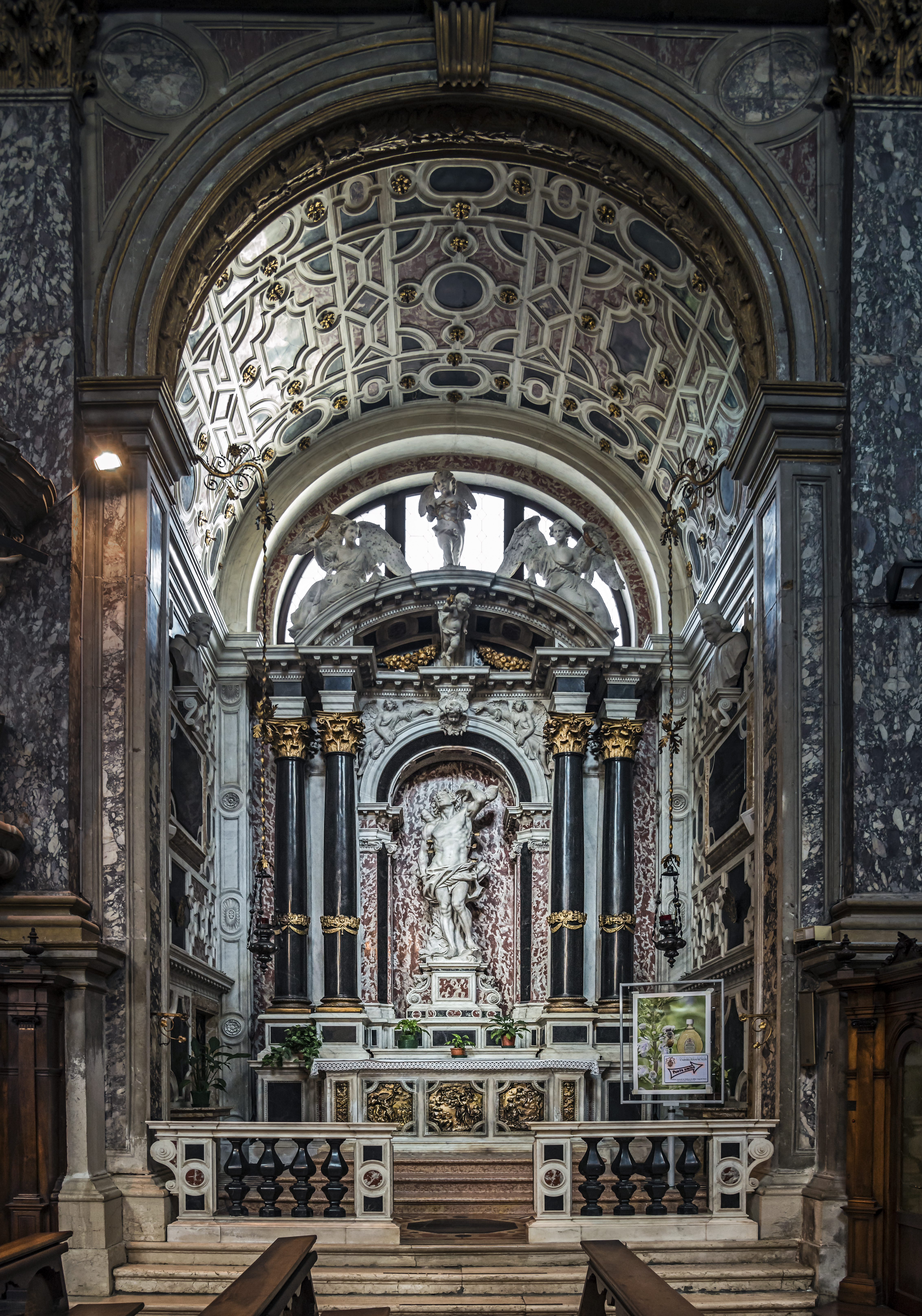
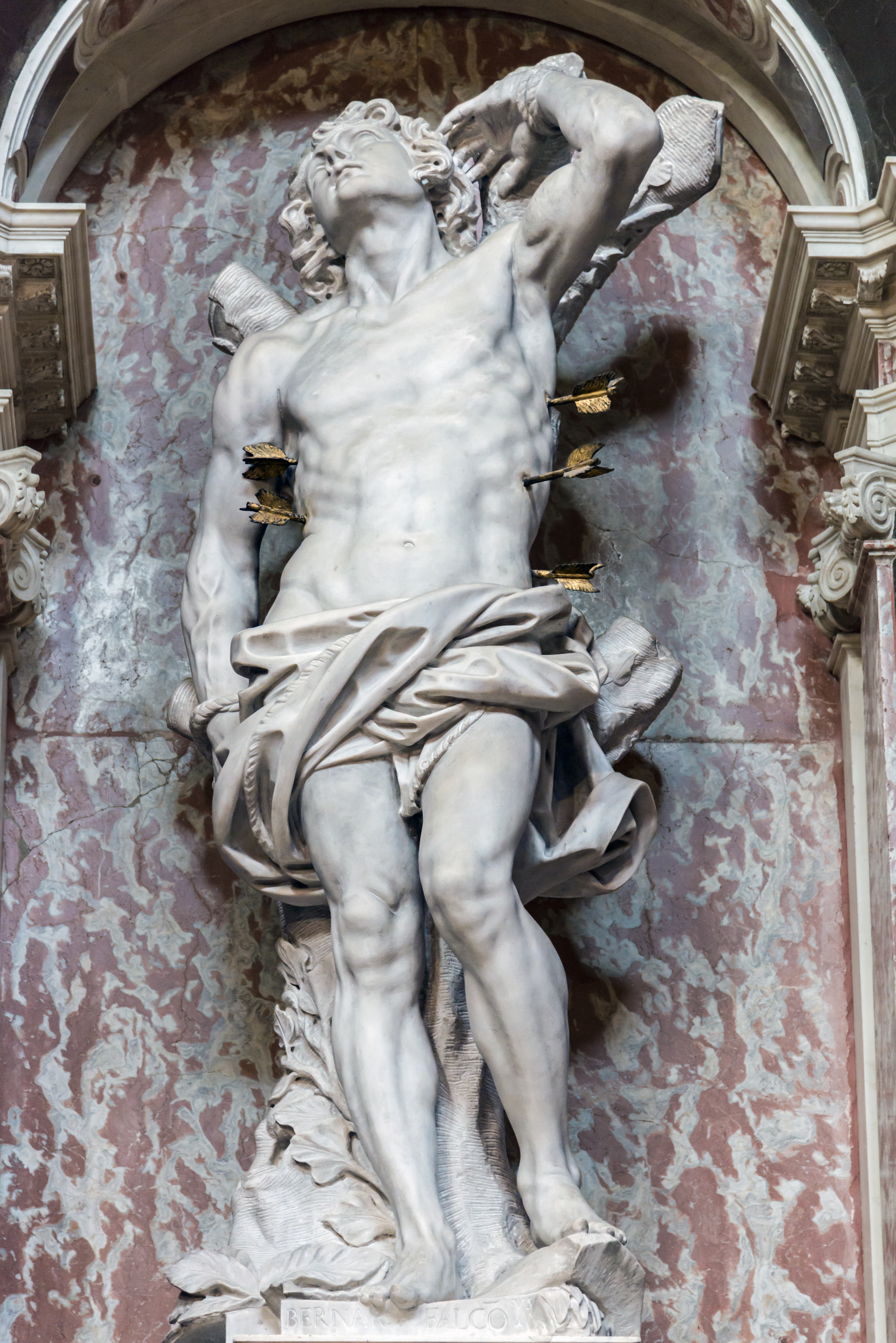
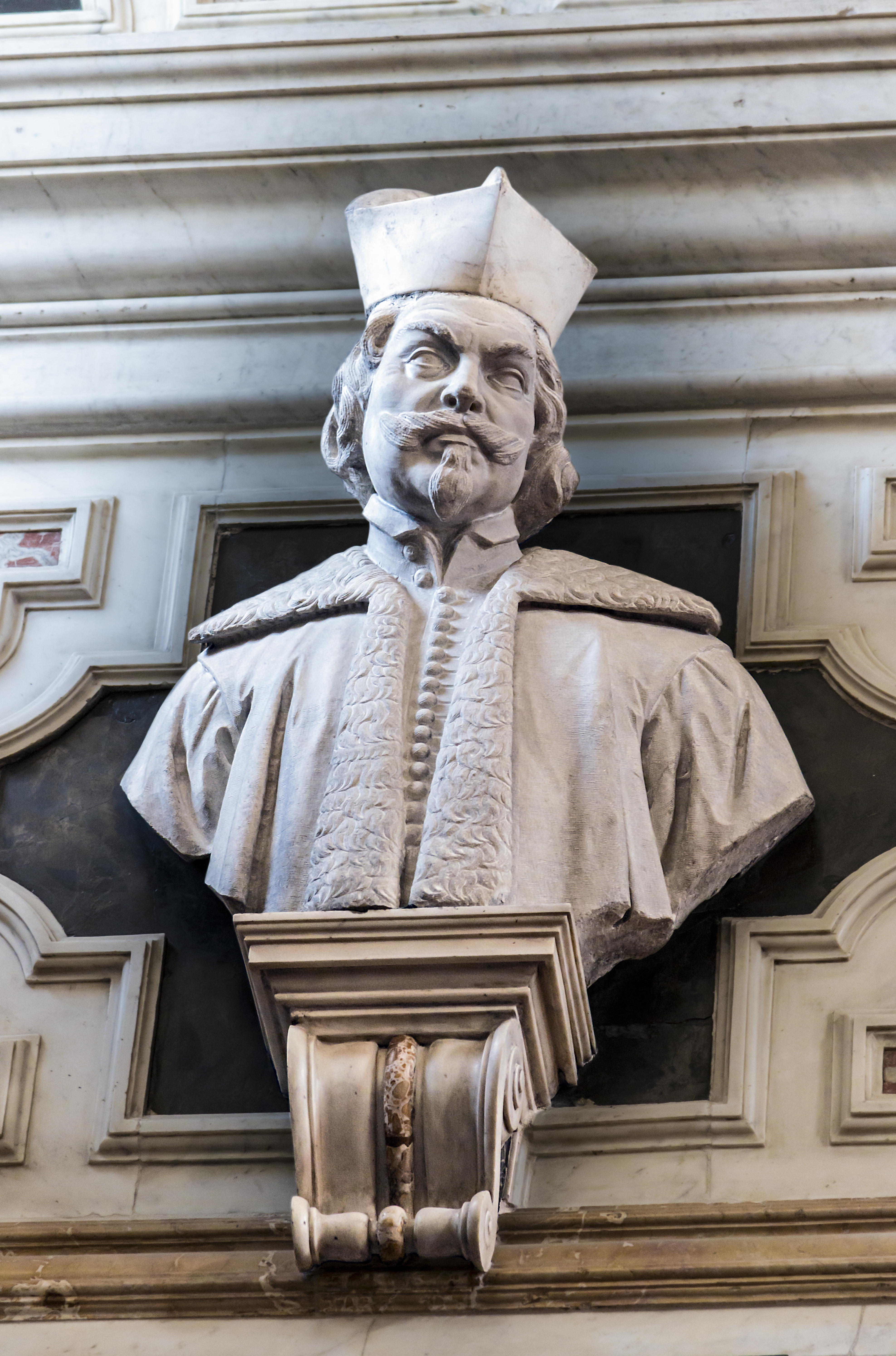
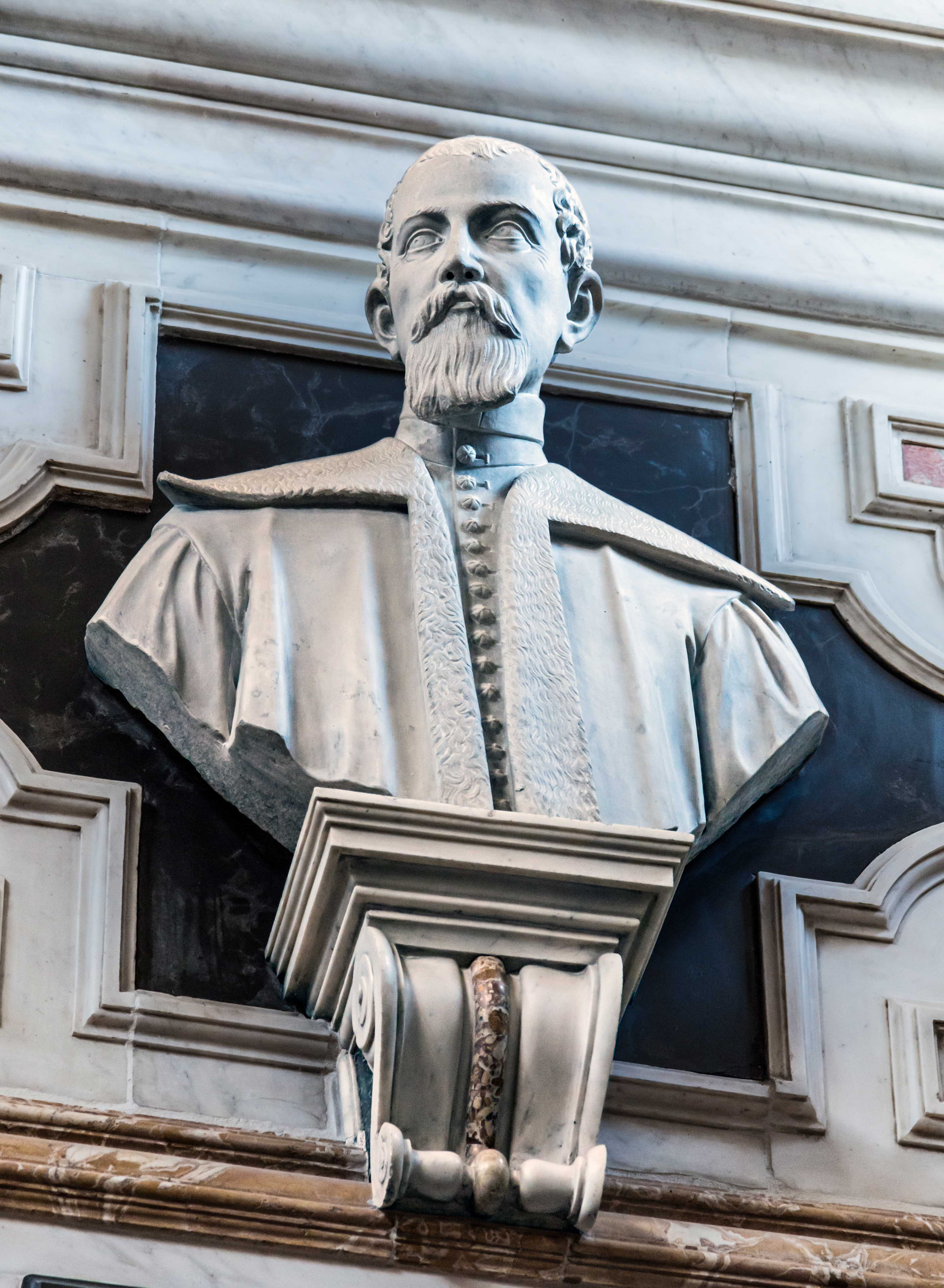

立面为威尼斯巴洛克风格。